# Blackie Whiteford
De son vrai nom John Penman Whiteford est un acteur américain, né à New York dans l‘État de New York, le 27 avril 1889, et décédé à Hollywood, le 21 mars 1962.

## Biographie
Il arrive à Hollywood à l’avènement du cinéma parlant et débute en 1929 dans The Hoose-Gow dans le rôle d’un prisonnier. Il va devenir un « second couteau » très actif dans les séries B, mais aussi dans des productions plus importantes où il sera tour à tour shérifs, ranchers, marins ou bandits dans plus de 150 films. On le retrouve ainsi dans King Kong, Capitaine Blood, Gilda ou L'Équipée sauvage.
Il épouse l’actrice  Alma Bennett en 1954  mais elle décède le 16 septembre 1958. 
En 1955, il s’éloigne des plateaux pour y revenir une dernière fois en 1962 pour jouer un petit rôle pour un réalisateur prestigieux, John Ford, dans L'Homme qui tua Liberty Valance. Peu après cette ultime prestation, il s’éteint  le 21 mars 1962.

## Filmographie partielle
- 1928 : L'Homme le plus laid du monde (The Way of the Strong) (non crédité)
- 1928 : The Tiger's Shadow (en) : McCord
- 1931 : The Cyclone Kid de J. P. McGowan
- 1933 : Breed of the Border de Robert N. Bradbury
- 1933 : King Kong - Membre de l'équipe du navire (non crédité)
- 1934 : When Lightning Strikes de Burton L. King et Harry Revier
- 1936 : Whoops, I'm an Indian! (en)
- 1937 : Grips, Grunts and Groans (en) : Mugg
- 1947 : Out West (en)
- 1947 : Hold That Lion! (en) - Passager de train (non crédité)
- 1947 : J'accuse cette femme (Mr. District Attorney) de Robert B. Sinclair : Mugg
- 1948 : Crime on Their Hands (en)
- 1950 : Three Hams on Rye (en)
- 1953 : Up in Daisy's Penthouse (en)
- 1954 : Pals and Gals (en)
- 1962 : L'Homme qui tua Liberty Valance - Citadin (non crédité)